# Leszcz (województwo kujawsko-pomorskie)
Leszcz – wieś w województwie kujawsko-pomorskim, w powiecie toruńskim, w gminie Łubianka. 
W latach 1975–1998 miejscowość administracyjnie należała do województwa toruńskiego. W roku 2019 stała się odrębnym sołectwem.